# Gouvernement Dombrovskis III
 (septembre 2023).
Si vous disposez d'ouvrages ou d'articles de référence ou si vous connaissez des sites web de qualité traitant du thème abordé ici, merci de compléter l'article en donnant les références utiles à sa vérifiabilité et en les liant à la section « Notes et références ».
République de Lettonie
Dombrovskis II Straujuma I
Le gouvernement Dombrovskis III (Dombrovska 3. Ministru kabinets) est le gouvernement de la République de Lettonie entre le 25 octobre 2011 et le 22 janvier 2014, durant la onzième législature de la Diète.

## Coalition
Dirigé par le Premier ministre conservateur sortant Valdis Dombrovskis, il est soutenu par une coalition de centre droit entre le Parti réformateur (RP), Unité et l'Alliance nationale (NA), qui disposent ensemble de 56 députés sur 100 à la Diète.
Il a est formé à la suite des élections législatives anticipées du 17 septembre 2011, et succède au gouvernement Dombrovskis II, formé par Unité et l'Union des verts et des paysans (ZZS). Lors de ce scrutin, le Centre de l'harmonie (SC) arrive en tête des forces politiques, devant le RP et Unité. Ces deux derniers s'accordent pour gouverner ensemble et constituent une majorité avec la NA, dans laquelle Dombrovskis reste chef de l'exécutif bien qu'appartenant au second parti par ordre d'importance.
Le Premier ministre annonce sa démission le 27 novembre 2013, à la suite de l'effondrement d'un supermarché à Riga dont il dit assumer « la responsabilité politique ». Après six semaines de consultations, le président de la République Andris Bērziņš annonce le 6 janvier 2014 la nomination de Laimdota Straujuma, proposée par Unité, à la direction du gouvernement. Elle forme une coalition entre le RP, son parti, la NA et l'Union des verts et des paysans (ZZS) et nomme son cabinet le 22 janvier.

## Composition
| Portefeuille                                                              | Nom | Nom | Nom                                             | Parti |
| ------------------------------------------------------------------------- | --- | --- | ----------------------------------------------- | ----- |
| Premier ministre                                                          |     |     | Valdis Dombrovskis                              | Unité |
| Ministre de la Défense                                                    |     |     | Artis Pabriks                                   | Unité |
| Ministre des Affaires étrangères                                          |     |     | Edgars Rinkēvičs                                | RP    |
| Ministre des Affaires économiques                                         |     |     | Daniels Pavļuts                                 | Sans  |
| Ministre des Finances                                                     |     |     | Andris Vilks                                    | Unité |
| Ministre de l'Intérieur                                                   |     |     | Rihards Kozlovskis                              | RP    |
| Ministre de l'Éducation et de la Science                                  |     |     | Roberts Ķīlis (jusqu'au 30/04/2013)             | Sans  |
| Ministre de l'Éducation et de la Science                                  |     |     | Vjačeslavs Dombrovskis (à partir du 02/05/2013) | RP    |
| Ministre de la Culture                                                    |     |     | Žaneta Jaunzeme-Grende (jusqu'au 16/09/2013)    | NA    |
| Ministre de la Culture                                                    |     |     | Jānis Bordān (intérim)                          | NA    |
| Ministre de la Culture                                                    |     |     | Dace Melbārde (à partir du 31/10/2013)          | Sans  |
| Ministre du Bien-être social                                              |     |     | Ilze Viņķele                                    | Unité |
| Ministre des Transports                                                   |     |     | Aivis Ronis (jusqu'au 01/03/2013)               | Sans  |
| Ministre des Transports                                                   |     |     | Anrijs Matīss                                   | Sans  |
| Ministre de la Justice                                                    |     |     | Gaidis Bērziņš (jusqu'au 21/06/2012)            | NA    |
| Ministre de la Justice                                                    |     |     | Žaneta Jaunzeme-Grende (intérim)                | NA    |
| Ministre de la Justice                                                    |     |     | Jānis Bordāns (à partir du 05/07/2012)          | NA    |
| Ministre de la Santé                                                      |     |     | Ingrīda Circene                                 | Unité |
| Ministre de la Protection de l'environnement et du Développement régional |     |     | Edmunds Sprūdžs (jusqu'au 01/12/2013)           | RP    |
| Ministre de la Protection de l'environnement et du Développement régional |     |     | Daniels Pavļuts (intérim)                       | Sans  |
| Ministre de l'Agriculture                                                 |     |     | Laimdota Straujuma                              | Sans  |